# Гумар, Руслан Викторович
Русла́н Ви́кторович Гума́р (род. 18 ноября 1973, Экибастуз, Павлодарская область) — советский и казахстанский футболист, защитник. Выступал за сборную Казахстана.

## Карьера

### Клубная
Воспитанник экибастузского футбола. Наибольшую известность получил выступая за казахстанские клубы «Экибастузец» и «Иртыш» из Павлодара.

### В сборной
В национальной сборной Казахстана дебютировал на международном товарищеском турнире в Ташкенте в матче против команды Узбекистана. Всего же за первую команду страны провёл 13 игр.

## Достижения

### Командные
- Чемпион Казахстана по футболу: 1999
- Чемпион Казахстана по пляжному футболу: 2012 • Серебряный призёр Казахстана по футболу: 2000

### Личные
- Занимает 2-е место в списке рекордсменов чемпионата Казахстана по количеству проведённых матчей (424)[4].